# Frígia (província romana)
Frígia va passar a Roma l'any 133 aC després de la mort d'Àtal III de Pèrgam que per testament va deixar el seu regne al poble romà, però inicialment no va formar cap província.
L'historiador Justí i també Appià diuen que cap a l'any 127 aC, quan el Regne de Pèrgam es va convertir en província romana, van donar Frígia a Mitridates V Evergetes, encara que no queda clar quina part de Frígia va rebre, però a la seva mort el 120 aC Roma li va confiscar el territori al seu fill Mitridates VI Eupator i va ser "declarada lliure", que segurament vol dir que les ciutats van ser reconegudes com a lliures però sotmeses a l'aliança romana. Els romans la van dividir en districtes que van incloure dins la província romana d'Àsia, però sense tenir en compte les tribus ni els límits naturals, segons diuen Estrabó i Plini el Vell.
L'any 88 aC, Laodicea, Apamea, i Sínnada es van incorporar a la província de Cilícia segons diu Ciceró, però per poc temps, per retornar a la província d'Àsia i al cap d'uns anys retornar a Cilícia, fins al 49 aC quan definitivament es van incloure a la província d'Àsia. La part sud del país, coneguda com a Frígia Parorios i en especial les ciutats d'Apol·lònia, Antioquia i Filomèlion, sembla no va pertànyer pas mai a la província d'Àsia.
En la nova divisió de l'Imperi que va fer Dioclecià a finals del segle iii, Frígia Parorios es va afegir a la província de Pisídia. La part restant de Frígia es va dividir en Frígia Primera o Frígia Salutaris, que comprenia la part oriental amb Sínnada com a capital, i Frígia Pacatiana (Πακατιανή 'pacífica') (de vegades també anomenada Capatiana), que comprenia la part occidental fins a les fronteres de Cària.